# Páprád
Páprád là một thị trấn thuộc hạt Baranya, Hungary. Thị trấn này có diện tích 12,11 km², dân số năm 2010 là 169 người, mật độ 14 người/km².